# Miagrammopes uludusun
Espèce
Miagrammopes uludusun est une espèce d'araignées aranéomorphes de la famille des Uloboridae.

## Distribution
Cette espèce est endémique du Sabah en Malaisie. Elle se rencontre vers Ulu Dusun.

## Description
La carapace du mâle holotype mesure 1,10 mm de long sur 0,74 mm et l'abdomen 2,07 mm de long sur 0,58 mm

## Étymologie
Son nom d'espèce lui a été donné en référence au lieu de sa découverte, Ulu Dusun.

## Publication originale
- Logunov, 2018 : Three new spider species of the genus Miagrammopes O. Pickard-Cambridge, 1870 (Aranei, Uloboridae) from Southeast Asia. Euroasian Entomological, vol. 17, no 4, p. 280-289.